# Project management
Nell'ambito dell'ingegneria gestionale, il project management o gestione di progetto è l'insieme delle attività di back office e front office aziendale, svolte tipicamente da una o più figure dedicate e specializzate dette project manager, volte all'analisi, progettazione, pianificazione e realizzazione degli obiettivi di un progetto, gestendolo in tutte le sue caratteristiche e fasi evolutive, nel rispetto di precisi vincoli di progetto.
Diversi standard internazionali propongono definizioni e approcci comuni per il project management. Il Project Management Body of Knowledge lo definisce come «l'applicazione di conoscenze, capacità, strumenti e tecniche alle attività di progetto per soddisfarne i requisiti», l'SO 21502:2020 come l'insieme di «attività coordinate per dirigere e controllare il raggiungimento degli obiettivi concordati».

## Storia

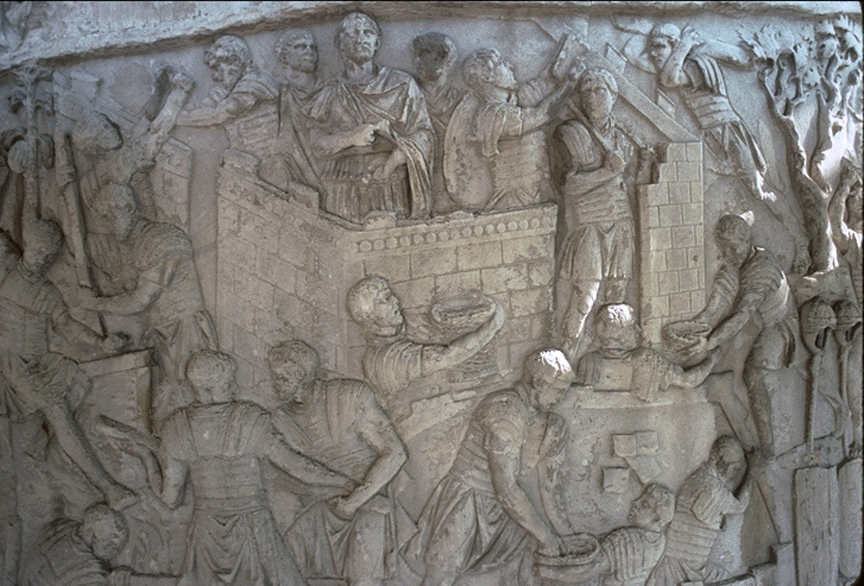
Particolare della colonna Traiana, Roma

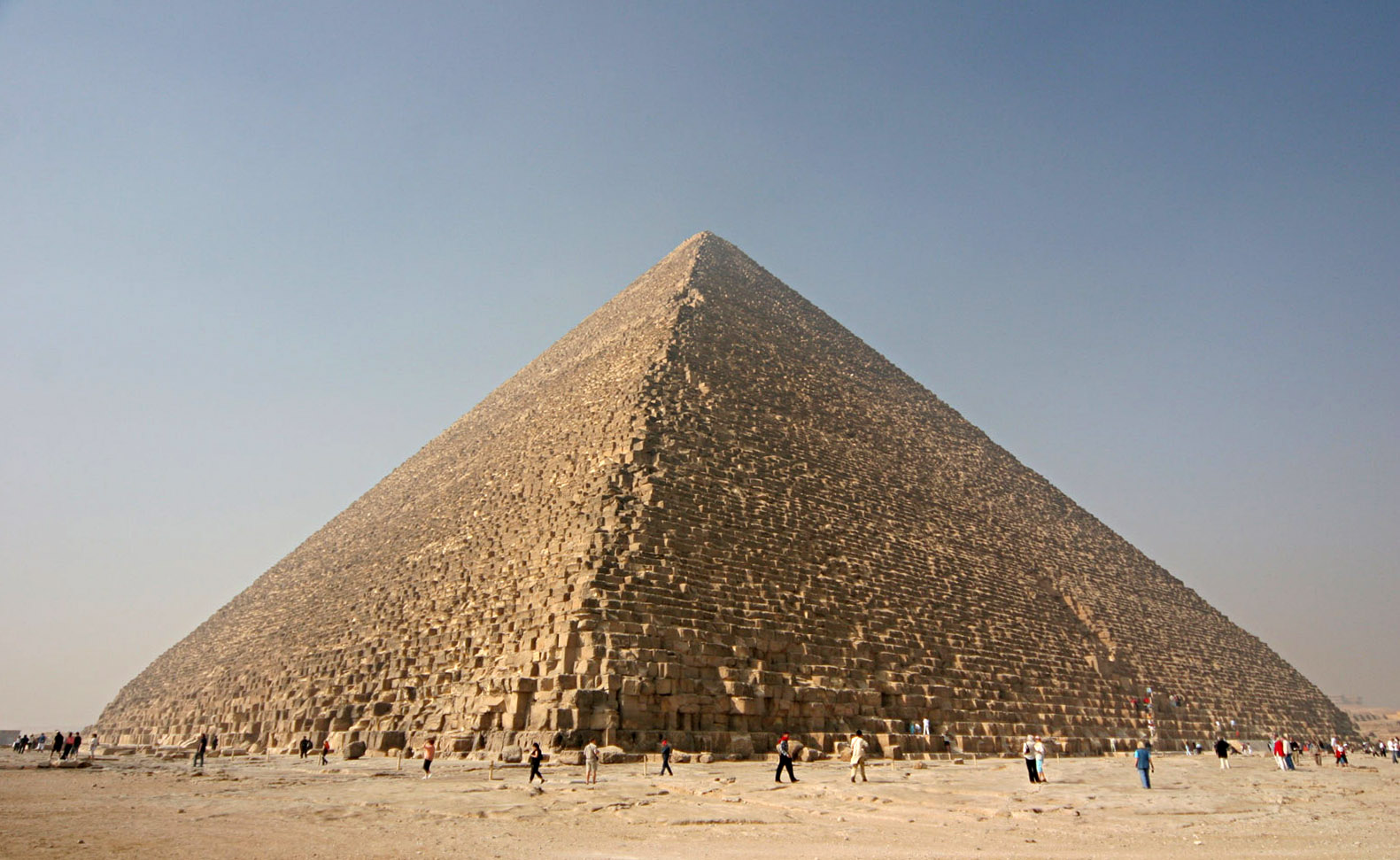
Piramide di Cheope

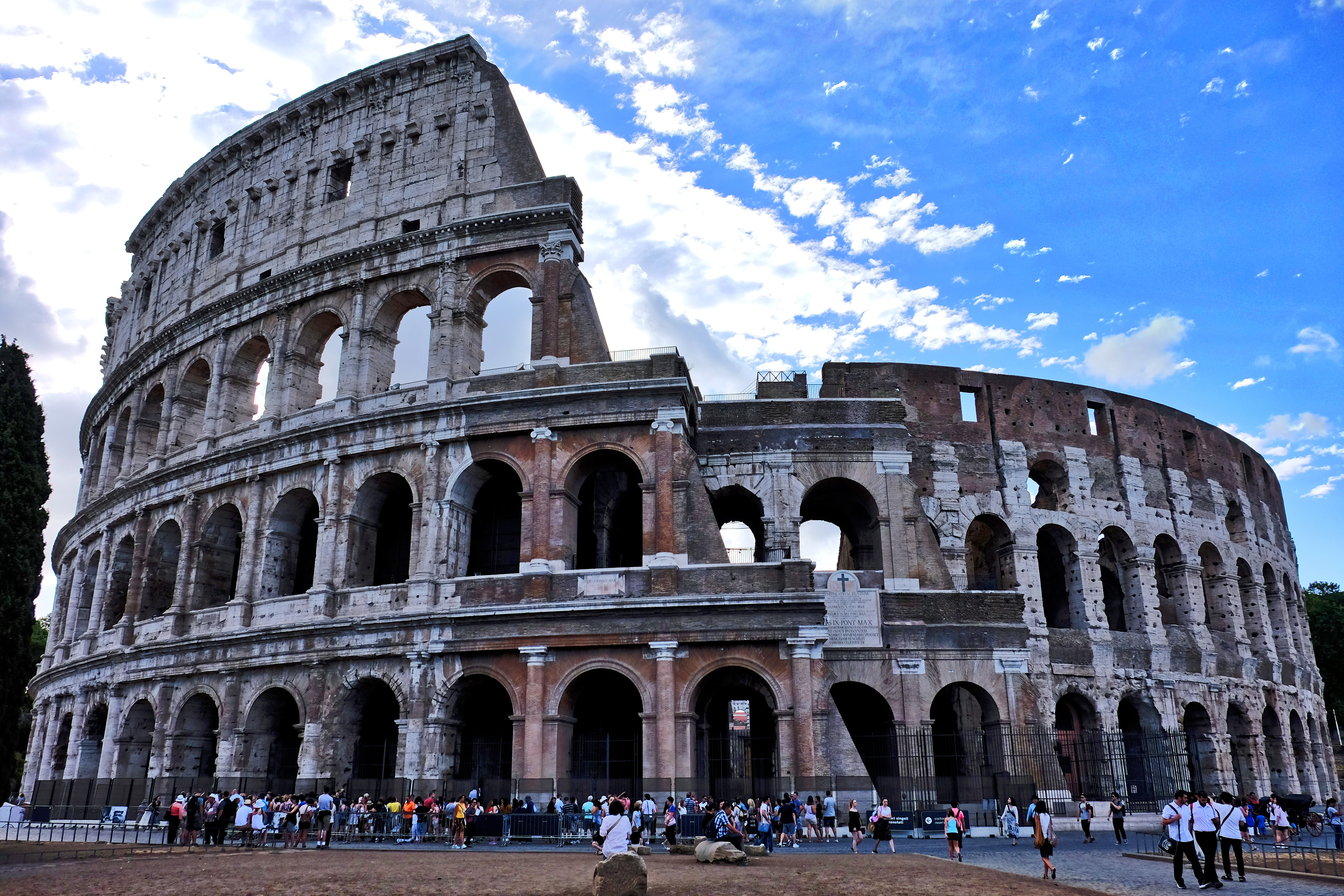
Colosseo

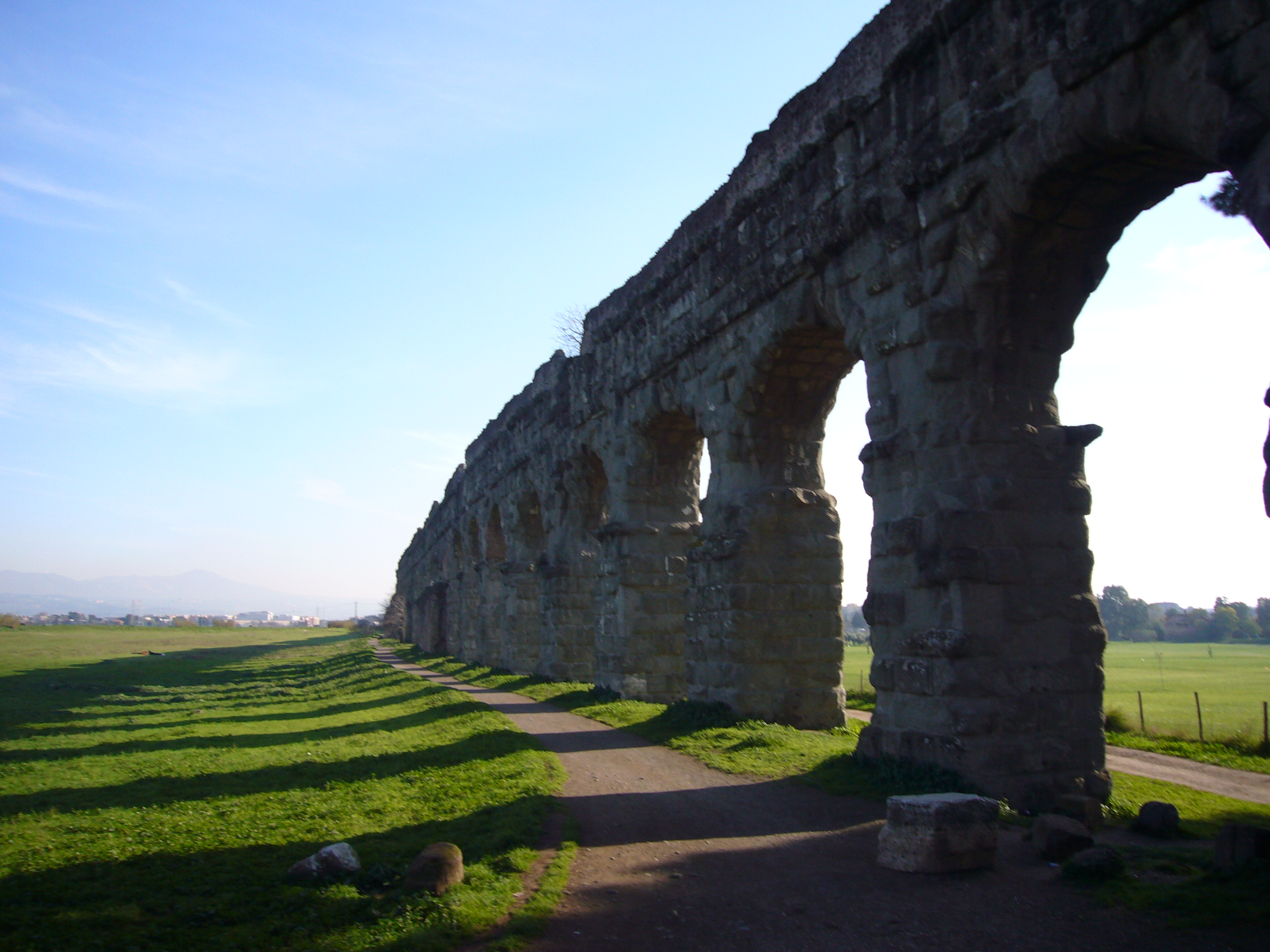
Acquedotto romano

Fondamenti di una cultura di project management si sono sviluppati fin da tempi remoti presso diverse civiltà anche geograficamente distanti e con labili legami tra loro. Le piramidi egizie (alla piramide di Cheope lavorarono 100.000 uomini per 20 anni), il Colosseo (eretto in 10 anni) e i grandi acquedotti romani, rimangono testimonianze concrete di progetti che non avrebbero potuto essere sviluppati in assenza di una buona cultura nel campo del project management.
La capacità di gestire grandi progetti venne meno nel corso della civiltà occidentale sia per il disfacimento del sistema imperiale romano, che comportò la dispersione delle capacità ingegneristiche (presenti in particolare nel genio militare delle legioni), e sia per il superamento dello schiavismo, che rendeva più difficilmente realizzabili grandi progetti per via dell'aumento dei costi causato dalla progressiva diminuzione della manodopera gratuita (facendo collassare il classico triangolo dei vincoli del project management - vedere più avanti).
A riprova di come, già in tempi antichi, l'idea di gestire risorse complesse in ottica progettuale fosse diffusa e in qualche modo strutturata, è utile citare il De bello Gallico: nei paragrafi XVII, XVIII e XIX del libro IV Giulio Cesare descrive i dettagli tecnici ed organizzativi (tempi, obiettivi, materiali utilizzati, gestione delle risorse) della costruzione di un ponte sul Reno nel corso della quinta campagna di Gallia. Poche righe, che sorprendentemente contengono elementi fondamentali comuni ad un moderno piano di progetto.
In epoca moderna il project management si è sviluppato a partire da diversi campi di applicazione incluso il settore delle costruzioni, l'ingegneria industriale, la difesa (logistica e organica militare) e, in tempi più recenti, la realizzazione di software. Uno dei contributi più precoci e più importanti venne dato dall'ingegnere statunitense Henry Gantt, che introdusse nei primi anni del XX secolo una tecnica di pianificazione ricordata ancora oggi con il suo nome (diagramma di Gantt) tuttora parte essenziale di ogni attività di pianificazione, a suo tempo sviluppata da Gantt per supportare l'introduzione delle teorie di Taylor di cui fu importante collaboratore. Sulla base del suo lavoro sono nati successivamente altri fondamentali concetti ampiamente usati nelle prassi di project management, come quello di allocazione delle risorse e quello di work breakdown structure (WBS), utilizzato per rappresentare la struttura delle attività di un progetto.
Nel corso della seconda guerra mondiale e nel periodo successivo presero luce i primi veri e propri progetti strutturati secondo una concezione moderna del project management. Il progetto Manhattan, lanciato dal governo degli U.S.A. con l'obiettivo di realizzare per primo armi nucleari in anticipo rispetto agli sforzi in corso da parte del governo nazista, è riconoscibile come il primo grande progetto organizzato secondo un modello scientificamente somigliante ai grandi progetti attuali. 
Il fisico Robert Oppenheimer che ne venne nominato direttore nel 1942, sfruttando la sua abilità organizzativa (nonché ovviamente la sua profonda conoscenza teorica degli argomenti trattati) riuscì a dare una forma organizzativa e una profonda motivazione a tutto il team di progetto (vi lavorarono per diversi anni circa 700 persone). Oltre ai diagrammi di Gantt e altre tecniche e strumenti informali, negli anni successivi al 1950 vennero sviluppate altre importanti tecniche: il PERT (Program Evaluation and Review Technique) sviluppato dalla società Booz Allen Hamilton per il progetto di sviluppo del missile Polaris da parte della Marina statunitense (in collaborazione con la Lockheed Corporation) e il CPM (Critical Path Method) sviluppato congiuntamente da DuPont Corporation and Remington Rand Corporation per gestire i progetti di manutenzione degli impianti industriali. Negli anni successivi queste tecniche si diffusero largamente e velocemente nel mondo industriale.
Il project management moderno è una cultura che viene soprattutto dall'esperienza derivante dalla gestione di progetti complessi L'ingegneria gestionale si evolse e, grazie al lavoro pionieristico di Hans Lang e altri, vennero sviluppate tecnologie per la stima dei costi di progetto e per la gestione dei costi. Nel 1956 venne fondata la American Association of Cost Engineers (ora AACE International - Association for the Advancement of Cost Engineering) da parte dei primi cultori del project management e delle prassi correlate (pianificazione, stima dei costi, controllo di progetto costi/pianificazione). La AACE ha continuato la sua attività di sviluppo degli standard tecnologici e nel 2006 ha rilasciato il Total Cost Management Framework sviluppato da John Hollman.
Nel 1969 venne fondato il Project Management Institute (PMI) con l'obiettivo di diffondere e rafforzare le prassi di project management attraverso l'affermazione di uno standard, sulla base della convinzione che i diversi campi di applicazione del project management, dall'edilizia alla ingegneria del software avessero una larga base comune nelle tecnologie e nelle metodologie di gestione dei progetti. Nel 1981 il comitato direttivo del PMI autorizzò lo sviluppo della Guida al "Project Management Body of Knowledge" (altrimenti noto come PMBOK), contenente una guida completa e sintetica degli standard e delle linee guida indispensabili per le prassi di project management.
L'associazione più antica di Project Management è IPMA (International Project Management Association) fondata nel 1965 (col nome di IMSA - International Management System Association) in Svizzera, un paese che in piena guerra fredda poteva garantire l'indipendenza dell'associazione tra i due sistemi di potere ed influenza. Nel 1967 cambia nome in INTERNET, per poi assumere nel 1996, durante il 13º congresso internazionale a Parigi, il nome definitivo di IPMA. IPMA basa il proprio metodo non tanto sui processi ma piuttosto sulle competenze che un Project Manager deve padroneggiare per potere esercitare il proprio ruolo in maniera adeguata. Le competenze sono descritte nel documento chiamato ICB (IPMA Competence Baseline) approdato nel 2015 alla sua 4ª edizione. L'ICB4 suddivide le competenze in tre aree: Perspective, Practice e People, le quali contengono rispettivamente 5, 10 e 13 competenze.

## Descrizione
Si tratta dell'insieme di attività o sistemi, metodologie o approcci e strumenti con la funzione principale di raggiungere gli obiettivi del progetto restando all'interno del perimetro costituito dai classici vincoli determinati dal contesto del committente, solitamente il costo, il tempo e lo scopo (nel senso anche della qualità). La sfida secondaria - ma non meno ambiziosa - è quella di ottimizzare l'allocazione delle risorse e integrare gli input necessari a raggiungere gli obiettivi definiti. Queste sfide infine devono essere portate avanti risolvendo i problemi e mitigando i rischi che ciascun progetto, in misura diversa, troverà comunque lungo la sua strada.
La collocazione in un arco temporale finito distinguono il progetto dai processi operativi di un'azienda (le cosiddette attività di routine) che sono invece permanenti o semi-permanenti e sono diretti a produrre in modo ripetitivo lo stesso prodotto o servizio. Proprio la diversa natura di queste attività richiede lo sviluppo di filosofie, attitudini e approcci diversi per la loro gestione. Il progetto può essere parte di un programma e/o portfolio, e può essere coordinato tramite un project management office.

### Il project manager
La gestione di un progetto è solitamente demandata a un project manager, che a volte partecipa direttamente alle attività che lo compongono, ma principalmente si focalizza nel coordinamento e nel controllo delle varie componenti e dei diversi attori coinvolti con l'obiettivo di minimizzare la probabilità di insuccesso. Al completamento del progetto di solito il prodotto o servizio realizzato vengono presi in carico da una figura operativa diversa, tipicamente il product manager o il service manager.
In progetti di grande respiro, l'attività di project management può essere delegata a più persone: si realizza quindi un gruppo di project management. Comunemente nel gruppo esiste un leader che viene comunque chiamato project manager, a questo si affiancano altre persone che si occupano delle attività di management di parti del progetto secondo una vista per componenti del sistema o per aree specifiche. Questi vengono detti talvolta task manager.

### Obiettivi di progetto
Gli obiettivi del progetto definiscono i risultati da raggiungere alla fine del progetto, risultati necessari per il conseguimento dei benefici attesi dai committenti. Gli obiettivi possono essere formulati nel modo migliore verificandone l'aderenza ai requisiti indicati dall'acrostico SMART (traducibile dall'inglese come "intelligente", "furbo"):
- Specifico/Semplice (ossia ben definito e chiaramente comprensibile);
- Misurabile (o per lo meno valutabile) nella sua raggiungibilità;
- Accettabile (nel senso di "considerato raggiungibile" dalle persone coinvolte nel progetto);
- Rilevante (ossia importante per il committente, al punto di affidare un mandato chiaro e forte a coloro che hanno responsabilità nel progetto);
- Tempificato/Tracciabile (nel senso che deve essere conseguito entro una data certa e poter essere tracciato nel suo avanzamento).

La misurazione (o valutazione) del raggiungimento di un obiettivo può/deve essere accertata alla fine del progetto. Tuttavia una continua vigilanza attiva sul progresso verso ciascun obiettivo dovrebbe essere monitorata e valutata periodicamente nel corso del progetto.
La comunicazione di progetto, da non confondere con la comunicazione al committente dei risultati del progetto, è un processo diretto a fare comprendere gli obiettivi e valorizzare contenuti del progetto presso una quantità di pubblici diversi e differenziati. Ad esempio promuovere il progetto, le sue finalità e l'organizzazione che lo realizza, presso i media (ufficio stampa), presso target interni (top management, financing, comunicazione corporate ecc.) o utilizzarne i valori per il marketing aziendale.

### Stima di un progetto
La stima dimensionale di un progetto è una delle prime attività cruciali da cui dipende il successo del progetto e la sorte del project manager. Esistono molteplici tecniche per quantificare i tempi e i costi necessari a realizzare un progetto o, se si vuole, la sua durata. Nei progetti complessi, al fine di rendere il più possibile oggettiva e affidabile la stima, è fortemente raccomandabile produrre almeno due stime indipendenti possibilmente prodotte con tecniche diverse, provvedendo poi a effettuare una riconciliazione che produca una convergenza. La durata del progetto naturalmente dipende dalla struttura della pianificazione adottata, in particolare dal grado di parallelismo tra le attività che compongono il progetto, parallelismo a sua volta dipendente dal numero di risorse impiegate. I passi comuni alla maggior parte delle tecniche di pianificazione prevedono di:
- identificare le attività elementari (task) necessarie a produrre i deliverable associati a ciascun elemento della work breakdown structure (WBS) e le loro dipendenze;
- assegnare task o compiti a persone/responsabilità (Organization Breakdown Structure);
- rappresentare la scomposizione dei task in un diagramma di Gantt, mettendo in evidenza le interrelazioni tra i diversi elementi del progetto (macro-attività o work packages, task e output) in una scala temporale;
- valorizzare la quantità di lavoro necessaria (il cosiddetto effort) a completare ciascun task, determinando la tipologia di risorse (umane e non) necessarie alla loro realizzazione;
- calcolare i tempi di realizzazione di ciascun task in base al numero di risorse a loro assegnate;
- determinare i costi del personale per la realizzazione di ciascun task moltiplicando la quantità di lavoro (effort) stimato per i costi medi delle tipologie di risorse individuate; aggiungere i costi degli altri materiali e/o servizi necessari;
- determinare il percorso critico in base alle dipendenze esistenti dentro la WBS;
- calcolare il tempo totale (il cosiddetto elapsed) sommando i tempi di tutti i task che si trovano all'interno del percorso critico;
- determinare il costo totale sommando i costi (personale + materiali + servizi) di tutti i task.

Questo procedimento è reso molto più semplice dagli strumenti di controllo della pianificazione disponibili, che consentono di rappresentare la struttura dei task associati alla WBS, visualizzare il diagramma di Gantt e cercare il miglior assetto del piano che ottimizzi l'utilizzo delle risorse e minimizzi i rischi presenti nella pianificazione, con il vincolo di restare all'interno del tempo di realizzazione richiesto dal committente.

### Articolazione delle attività
Il project management si articola in diversi tipi di attività:
1. analisi e definizione degli obiettivi e degli eventi che li pilotano (i cosiddetti compelling events);
2. pianificazione del lavoro in funzione degli obiettivi;
3. individuazione e controllo dei Rischi (Gestione del rischio);
4. valutazione e pianificazione delle risorse necessarie (in particolare l'effort[10] ovvero la quantità di lavoro[11]);
5. allocazione/disallocazione delle risorse;
6. organizzazione del lavoro e dei processi;
7. acquisizione delle risorse umane e dei materiali necessari;
8. assegnazione dei task;
9. direzione e coordinamento delle attività;
10. misurazione dell'avanzamento del progetto (metriche di progetto);
11. analisi dei risultati ottenuti sulla base dei fatti e delle informazioni raccolte;
12. definizione e controllo delle azioni correttive necessarie con rimessa del progetto in assetto con gli obiettivi;
13. (Ri) previsioni tempi, costi e altri indicatori del progetto;
14. gestione della qualità;
15. gestione e soluzione dei problemi;
16. assicurazione della qualità (riduzione al minimo delle non conformità);
17. identificazione, gestione e controllo delle variazioni di scopo (change request o change control);
18. chiusura del progetto e disallocazione delle risorse;
19. gestione dell'accettazione dei risultati prodotti;
20. comunicazione di progetto (che in realtà inizia dal punto 2) oppure dissemination;
21. notifica dei risultati ottenuti ai committenti.

A queste si affiancano le attività trasversali che sottendono all'applicazione delle cosiddette soft skill, meno tecniche e più orientate alla motivazione dei gruppi di lavoro e al rapporto interpersonale.

### Variabili di progetto: il triangolo dei vincoli di progetto

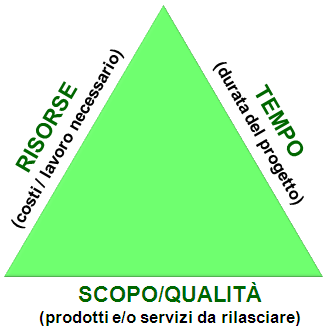
Triangolo dei vincoli di progetto

Al pari di ogni altro sforzo umano, anche i progetti vengono realizzati e rilasciati in un contesto sottoposto a determinati vincoli. Tradizionalmente questi vincoli vengono elencati come "scopo/qualità", "tempo" e "costo/risorse". Spesso viene usata l'immagine del "triangolo del project management" (dove ogni lato rappresenta un vincolo), per rappresentare la loro correlazione: ciascun vincolo non può essere cambiato senza impattare sugli altri due, ovvero ciascun parametro è funzione degli altri due. Un'ulteriore variante di questo sistema dei vincoli separa la "qualità" (o le 'prestazioni') dallo "scopo", trasformandolo in un tetraedro con quattro vincoli correlati tra loro.
Il vincolo "tempo" indica la quantità di tempo disponibile per completare il progetto. Il vincolo "costo/risorse" rappresenta il budget disponibile per il progetto e al tempo stesso l'insieme delle risorse a disposizione del progetto (è evidente la correlazione diretta tra costo e risorse assegnate). Il vincolo "scopo/qualità" rappresenta quanto deve essere fatto per conseguire i risultati attesi dal progetto sia in termini di requisiti che di criteri di qualità/performance. Questi tre vincoli sono strettamente correlati: incrementare lo scopo tipicamente significa aumentare i tempi e i costi/risorse del progetto; ridurre i tempi spesso richiede costi più alti (risorse più grandi) e/o uno scopo più ristretto; un budget risicato (meno risorse) può implicare tempi più lunghi e/o una riduzione dello scopo.
È proprio la teoria del project management che fornisce gli strumenti e le tecniche che consentono al team di progetto di organizzare il proprio lavoro all'interno di questo sistema di vincoli ottimizzando il tutto.
Una rappresentazione alternativa dei vincoli consiste nello scegliere come variabili il "costo", il "tempo" e le "risorse umane". Se occorre finire un progetto in un tempo minore si possono aumentare le persone assegnate, il che aumenterà anche i costi per il probabile aumento di inefficienza nell'allocazione delle risorse.

#### Tempo
Le dipendenze tra i task interni e quelle dagli eventi esterni (es: la fornitura di prodotti o materiali che servono da input a determinati task) possono impattare sulla durata del progetto, introducendo spesso nei progetti reali la necessità di rivedere la pianificazione precedente. Un altro classico fattore che impatta sui tempi riguarda la disponibilità delle risorse, piuttosto che l'assunzione (in fase di stima) di produttività/performance significativamente diverse da quella effettiva del team reale. Nella maggior parte dei progetti medio-grandi la misurazione dell'avanzamento, il controllo e l'adattamento del piano fanno parte delle attività periodiche di routine del project manager.
Il Tempo non è considerato un costo né una risorsa, dato che il project manager non può controllare la velocità con cui trascorre; questo ne fa la differenza fondamentale con gli altri vincoli.

#### Costo/risorse
I costi necessari a sviluppare un progetto dipendono principalmente da diverse variabili: quantità e qualità delle risorse assegnate, costi del lavoro, costi dei materiali e/o dei servizi acquistati esternamente, gestione dei rischi (es: quanto viene speso/accantonato per mitigare i principali rischi), costi di controllo e amministrazione del progetto, impianti e strumenti a disposizione, rivalutazione dei costi (in caso di progetti pluriennali), costi indiretti.

#### Scopo/qualità
Lo scopo del progetto, ossia i risultati che devono essere prodotti, è fortemente correlato alla qualità e/o alle performance di quanto deve essere rilasciato. La qualità prodotta rappresenta l'accuratezza con cui i risultati conseguiti sono aderenti ai requisiti concordati, nel senso che soddisfano completamente i requisiti richiesti ed eventualmente aggiungono ulteriore valore per il committente. Per garantire un'aderenza soddisfacente ("zero sorprese") è necessario investire uno sforzo maggiore nella fase di ingaggio del progetto, arrivando a definire con la maggior precisione possibile i requisiti e i criteri di accettazione che dovranno essere utilizzati per valutare i risultati prodotti (caratteristiche e performance).

### Il rischio
La disciplina del project management ha tra i propri principali obiettivi quello di tenere sotto controllo le variabili del progetto, costituite dalle variabili già descritte nella sezione "triangolo dei vincoli di progetto" a cui si aggiungono i "rischi".
Il rischio può essere definito come una potenziale causa di fallimento del progetto o, in altre parole, un evento potenzialmente in grado di mettere a repentaglio il raggiungimento degli obiettivi del progetto. Visto da un'altra angolazione, il rischio non è altro che un problema da gestire nello stato precedente al quale si manifesta. Il controllo del rischio è una delle attività più importanti (forse la più importante) che fanno capo alle responsabilità del Project Manager. La maggior parte dei rischi con impatti negativi può essere risolta (o per lo meno mitigata) intervenendo nella pianificazione del progetto e disponendo di maggior tempo e/o maggiori risorse.
Secondo alcune definizioni (inclusa la terza edizione del PMBOK) un rischio può essere classificato anche come "positivo" nel senso che ad esso può essere associato una potenziale opportunità (ad es: completare il progetto prima del previsto, per via di una immissione di risorse aggiuntive o di una sua semplificazione). I committenti di un progetto a volte possono "imporre" in corsa un peggioramento sulle tre variabili del "triangolo": "tempi", "costi/risorse", "scopo/qualità". Le restanti variabili, i "rischi" appunto, devono essere gestite dal team di progetto ed in primis dal project manager, mediante una stima iniziale solida e accurata e l'utilizzo di tecniche di pianificazione efficienti e reattive. Sia la determinazione di queste variabili ("tempi", "costi/risorse", "scopo/qualità") sia l'approccio da utilizzare verso i "rischi" di progetto, di solito vengono fissati attraverso un processo di negoziazione tra le parti che si riflette nel contratto iniziale (formale o informale che sia).
Un buon project manager, oltre alla profonda conoscenza di queste variabili, di solito ha una buona esperienza anche nei processi di integrazione, comunicazione, gestione delle risorse umane, assicurazione della qualità (Quality Assurance), pianificazione e gestione degli acquisti (Procurement).

### Deliverable dell'attività
I deliverable nell'ambito del project management sono identificabili in un insieme di documenti, a cui ci si riferisce come Project Management Plan. Tali documenti hanno inoltre lo scopo di allineare le aspettative degli sponsor, dei clienti e del team di progetto.

## Approcci e tecniche metodologiche

### Sistemi diproject management

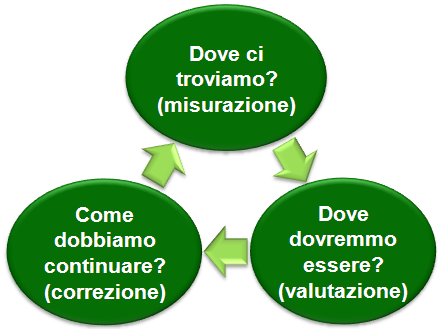
Ciclo di monitoraggio e controllo

A prescindere dalla maggior parte delle metodologie usate, lo sviluppo di un progetto può essere articolato in diverse fasi:
- allestimento e avviamento (o start-up), diretto a determinare la natura e lo scopo del progetto;
- pianificazione e progettazione, diretta a organizzare i tempi e i rilasci dei deliverable e identificare i requisiti del progetto;
- esecuzione (o produzione dei risultati), che consiste nella realizzazione dei processi necessari a soddisfare i requisiti del progetto;
- monitoraggio e controllo del progetto, diretto a osservare e misurare l'esecuzione del progetto (tramite gli indicatori definiti nelle metriche di progetto) in modo da identificarne per tempo i rischi e i potenziali problemi e intraprendere, quando necessarie, le azioni correttive volte a rimettere il progetto in linea con i propri obiettivi;
- completamento e rilascio dei risultati, diretto a formalizzare l'accettazione dei deliverable rilasciati e l'esecuzione di tutte le attività “amministrative” indirizzate a chiudere tutte le pendenze.

I "sistemi" utilizzati per la gestione di un progetto, pur essendo funzionali agli approcci di project management utilizzati, hanno (almeno parzialmente) caratteristiche in comune che possono essere utilizzati da approcci diversi. Seguendo l'approccio tradizionale lo sviluppo di un progetto include cinque componenti: le quattro fasi di sviluppo più il controllo.
La fase di controllo di un progetto viene realizzata attraverso l'implementazione di un sistema di controllo diretto a governare un insieme di aspetti che include (non necessariamente tutte le variabili elencate) i costi, i rischi, la qualità, le comunicazioni, i tempi, le risorse umane, le variazioni di scopo, la gestione degli acquisti. Un sistema di controllo accurato richiede la definizione e gestisce la misurazione di un opportuno insieme di indicatori (ad es: Earned Value) rivolto a tenere sotto controllo e prevedere l'andamento delle principali variabili sopra indicate; questi indicatori, in parte standard e in parte definibili in base alla specifica natura del progetto, fanno parte delle metriche di progetto.

### Approcci diproject management
Consistono in diversi approcci metodologici adottabili per la gestione delle attività di un progetto, che includono gli approcci agili, interattivi, incrementali e basati sulla successione di fasi predefinite. Ciascuno di questi approcci presenta vantaggi e svantaggi che possono consigliarne l'adozione in certi contesti di progetto piuttosto che sconsigliarlo in altri. In progetti reali non è raro rilevare l'adozione di approcci misti che utilizzano parti dell'uno o dell'altro a seconda del contesto o della fase del progetto.
Molti di essi fanno riferimento al PMBOK sviluppato dal Project Management Institute. Tra i più importanti (vedere ad esempio recensione di Max Wideman) possono essere considerati RUP, PRINCE2, TenStep, SDLC.

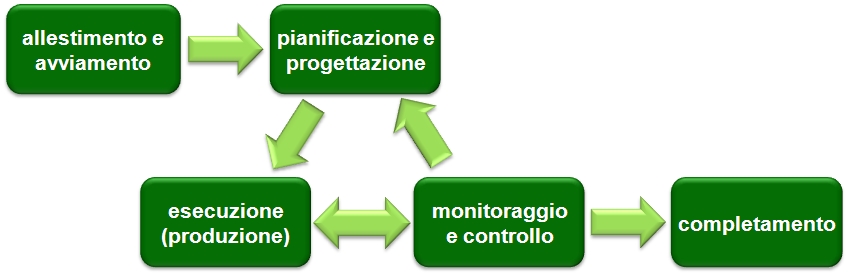
fasi di sviluppo di un progetto

Indipendentemente dall'approccio utilizzato, una particolare attenzione va dedicata alla definizione chiara degli scopi/obiettivi del progetto e delle loro implicazioni; anche la definizione chiara dei ruoli e delle responsabilità di tutti gli attori coinvolti, inclusi i committenti, riveste una importanza decisiva per il successo del progetto.
Nel caso di progetti molto complessi (ad esempio nel caso di un insieme di progetti correlati) e comunque in caso di impatti rilevanti dei progetti sulle organizzazioni coinvolte e sui loro processi, il progetto deve essere considerato all'interno di un approccio più globale, agendo sul piano del change management che si occupa principalmente di gestire l'impatto umano e organizzativo di una trasformazione all'interno di un contesto aziendale e/o sociale.
Tra i principali approcci esistenti vi sono:
- l'approccio classico che è di fatto rappresentato dalla "ortodossia" del PMBOK sviluppato dal Project Management Institute e a cui si ricollegano altri framework (es: Method 123[16], TenStep[17]);
- il Rational Unified Process (RUP) costituito da un framework per lo sviluppo iterativo di prodotti software creato da Rational Software Corporation;
- l'approccio del critical chain (catena/percorso critico) che si focalizza sulla disponibilità delle risorse oltre che sulle dipendenze logiche tra attività di progetto;
- gli approcci di project management basati sui processi (process-based management) che derivano da una generalizzazione del concetto di "controllo di progetto".

### Strumenti e tecniche diproject management
Il project manager può avvalersi di tecniche e strumenti consolidati per svolgere le proprie attività. Ad esempio, per rappresentare delle attività del tempo, è consueto l'uso dei diagrammi di Gantt.
Nel definire un approccio per il proprio progetto è importante definire quali tecniche e strumenti si andranno ad utilizzare. In tal senso, strumenti di particolare rilievo sono quelli informatici, detti Project Management Information Systems (PMIS) . Per un esempio concreto, si pensi ad un progetto svolto con approccio waterfall, in cui ogni attività è predefinita e sequenziale. In questo contesto, rappresentazioni come il diagramma di Gantt sono fondamentali per visualizzare la sequenza temporale, mentre tecniche come la WBS (Work Breakdown Structure) aiutano a scomporre il lavoro in componenti più gestibili. Strumenti software come Microsoft Project o Primavera P6 sono comunemente utilizzati per applicare queste tecniche e tenere sotto controllo l’intero ciclo di vita del progetto.

### Norme per ilproject management
Nell'anno 2012 è stata pubblicata la norma internazionale ISO 21500:2012 "Guidance on project management" pubblicata in Italia come UNI ISO 21500:2013 "Guida alla gestione dei progetti (project management)" destinata ad essere utilizzata in qualsiasi tipo di organizzazione, pubblica, privata o comunitaria, e per qualsiasi tipo di progetto, indipendentemente dalla complessità, dimensione o durata. Tale norma contiene una descrizione ad alto livello dei concetti e dei processi che costituiscono "buone pratiche" per la gestione dei progetti ed è coerente con gli standard diffusi da organismi internazionali come il PMBOK sviluppato dal Project Management Institute (PMI) e ICB (IPMA Competence Baseline) sviluppato da IPMA.
I contenuti della Norma UNI ISO 21500 sono stati assunti come riferimento dalla successiva Norma UNI 11648:2016 “Attività professionali non regolamentate – Project Manager – Definizione dei requisiti di conoscenza, abilità e competenza” per descrivere in particolare le conoscenze le abilità richieste per la figura professionale del Project Manager in Italia.

### Modelli di maturità di project management
Il termine maturità si riferisce al grado di crescita delle competenze, delle abilità e del livello di perfezionamento nell'utilizzo degli strumenti e delle tecniche di project management da parte di una organizzazione. Un modello di maturità è un modello organizzativo capace di quantificare e misurare le capacità e le competenze raggiunte da una organizzazione nella gestione dei progetti. Esiste infatti una stretta correlazione tra il successo di una organizzazione e la sua capacità di gestire i progetti.
In generale i modelli di maturità di project management (Project Management Maturity Model o PMMM) definiscono dei livelli o stadi di maturità (solitamente da 1 a 5) e consentono di comprendere a quale stadio di maturità si trovi l'organizzazione , suggerendo le linee evolutive da percorrere per raggiungere lo stadio successivo.
Tra i modelli di maturità più conosciuti ed utilizzati nel mondo ci sono: OPM3 (promosso dal Project Management Institute - PMI), P3M3 (promosso dalla OGC inglese), il P3M Prado (sviluppato e testato in Brasile da Darci Prado con la collaborazione di R.D. Archibald), il CMMI (promosso dal Software Engineering Institute).
L'Istituto Italiano di Project Management (ISIPM) ha sviluppato il modello ISIPM-Prado,  versione evoluta del P3M Prado particolarmente applicabile al contesto organizzativo italiano e che ta riferimento alla più recente norma UNI ISO 21500.